# Elenore
Elenore é uma canção lançada em setembro de 1968 do The Turtles Present the Battle of the Bands da banda estadunidense The Turtles.